# Équipe de Tunisie de football en 1980
L'équipe de Tunisie de football n'a qu'un seul rendez-vous officiel en 1980, les qualifications pour la coupe du monde 1982 qu'elle rate malgré le rappel d'une dizaine de joueurs ayant participé à la phase finale de la précédente édition. Ceci conduit à la fin de la mission de l'entraîneur national Hmid Dhib en août. On rappelle à nouveau Ameur Hizem à la rescousse le 3 novembre.

## Matchs

### Rencontres internationales
| Date             | Stade                                | Adversaire     | Score                                       | Comp | Buteurs tunisiens             |
| 27 janvier 1980  | Kumasi, Ghana                        | Ghana          | 1-4                                         | A    | Dhiab 56 pen.                 |
| 30 janvier 1980  | Abidjan, Côte d'Ivoire               | Côte d'Ivoire  | 1-1                                         | A    | M. Ben Brahim 5e              |
| 27 février 1980  | Meknès, Maroc                        | Maroc          | 0-0                                         | A    |                               |
| 5 avril 1980     | Dakar, Sénégal                       | Sénégal        | 2-0                                         | A    | M. Ben Brahim 38e, Bayari 70e |
| 8 juin 1980      | Stade olympique d'El Menzah, Tunisie | Maroc          | 0-1                                         | A    |                               |
| 29 juin 1980     | Stade olympique d'El Menzah, Tunisie | Nigeria        | 2-0                                         | QCDM | N. Limam 31e, Lahzami 52e     |
| 12 juillet 1980  | Lagos, Nigeria                       | Nigeria        | 0-2 (Nigeria qualifiée 4-3 aux tirs au but) | QCDM |                               |
| 11 novembre 1980 | Luanda, Angola                       | Angola         | 1-1                                         | A    | Baccaou                       |
| 2 décembre 1980  | Stade olympique d'El Menzah, Tunisie | URSS (espoirs) | 0-2                                         | A    |                               |

### Matchs de préparation
| Date         | Stade                                | Adversaire                 | Score | Comp | Buteurs tunisiens     |
| 23 mai 1980  | Sarajevo, Yougoslavie                | FK Sarajevo ( Yougoslavie) | 1-1   | A    | M.S. Kefi             |
| 30 mai 1980  | Auxerre, France                      | AJ Auxerre ( France)       | 0-2   | A    |                       |
| 3 juin 1980  | Strasbourg, France                   | ASP Vauban ( France)       | 1-2   | A    | Baccaou               |
| 19 juin 1980 | Stade olympique d'El Menzah, Tunisie | FK Sarajevo ( Yougoslavie) | 2-1   | A    | N. Limam, Hédi Bayari |

## Sources
- Mohamed Kilani, « Équipe de Tunisie : les rencontres internationales », Guide-Foot 2010-2011, éd. Imprimerie des Champs-Élysées, Tunis, 2010
- Béchir et Abdessattar Latrech, 40 ans de foot en Tunisie, vol. 1, chapitres VII-IX, éd. Société graphique d'édition et de presse, Tunis, 1995, p. 99-176